# 쇼타 하바렐리
쇼타 디미트리스 제 하바렐리(조지아어: შოთა დიმიტრის ძე ხაბარელი, 러시아어: Шота́ Дми́триевич Хабаре́ли 쇼타 드미트리예비치 하바렐리[*], 1958년 12월 26일~)는 소련의 유도 선수, 조지아의 유도 지도자이다. 현역 시절 소련 국가대표로 활약하여 1980년 하계 올림픽 하프미들급에서 금메달을 획득했으며, 은퇴 후 조지아가 독립하자 조지아 유도 국가대표 감독을 지냈다.